# Шорлайн (Вашингтон)
Шорлайн (англ. Shoreline) — город в округе Кинг в штате Вашингтон в Соединённых Штатах Америки.
По данным переписи населения 2020 года в США, население города составляло 58 608 человек.

## История
Известная история Шорлайна началась в 1890 году с закладки мостов в районе Ричмонд-Бич в заливе Пьюджет в ожидании скорого прибытия сюда Великой Северной железной дороги.
В течение следующих двух десятилетий Шорлайн был соединен с Сиэтлом несколькими трамвайными линиями, что существенно способствовало увеличению его населения и росту промышленности.

## География
По данным Бюро переписи населения США, общая площадь города составляет 11,70 квадратных миль (30,30 км2), из которых 11,67 квадратных миль (30,23 км2) приходится на сушу и 0,03 квадратных мили (0,08 км2) — на водную поверхность.

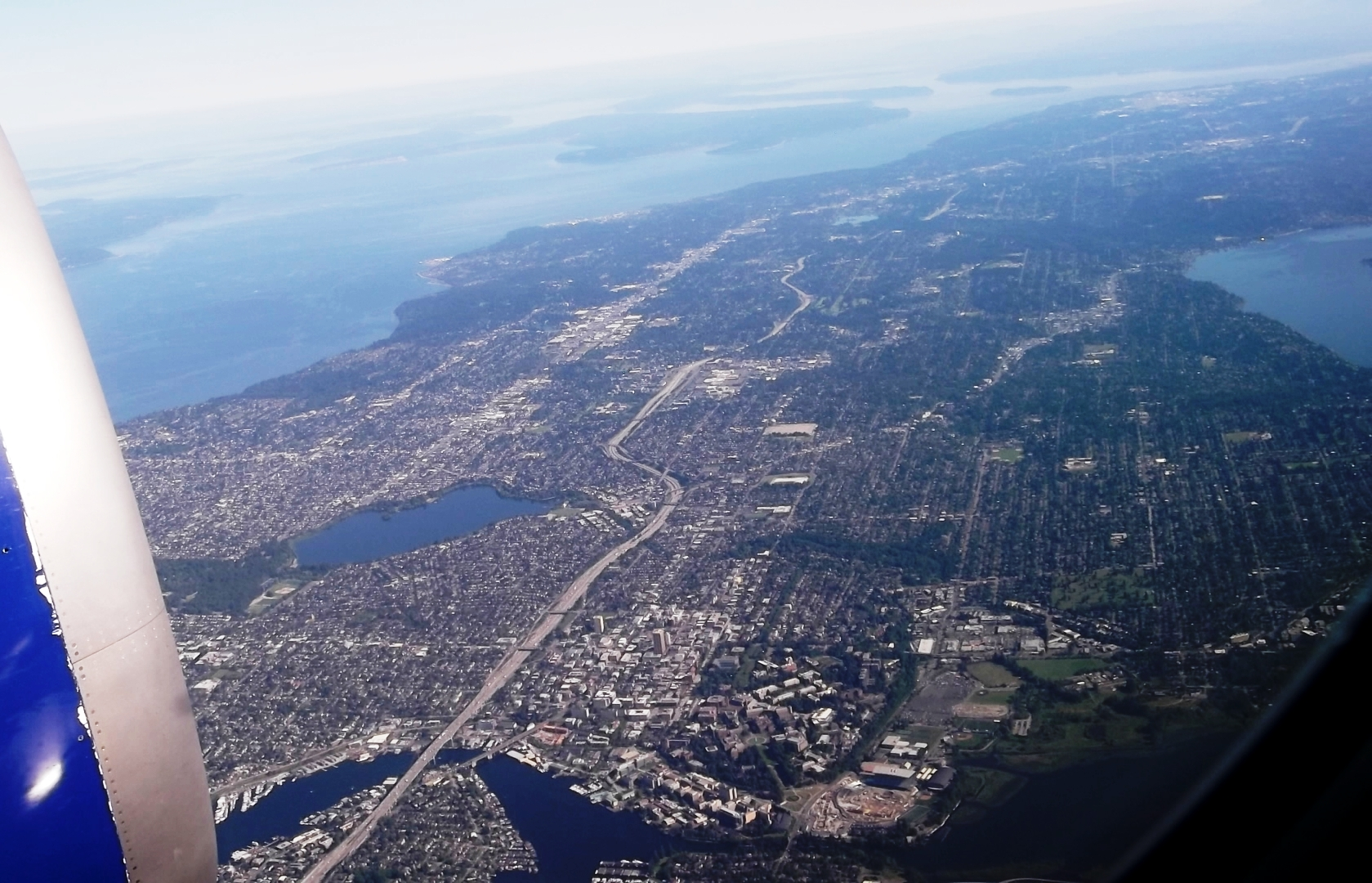
Сиэтл. За ним Шорлайн
(в верхней трети снимка)

Название «Shoreline» было применено к этому участку неинкорпорированного округа Кинг в 1944 году, когда он был передан школьному округу, поскольку границы школьного округа простирались «от берега до берега» (от залива Пьюджет-Саунд до озера Вашингтон) и «от линии до линии» (старая граница города Сиэтла 85-й улицы до границы округа Снохомиш). Хотя современные границы города не доходят до озера Вашингтон, район сохранил название «Шорлайн». С 1950 по 1957 год это был самый быстрорастущий район в столичном районе Сиэтла с 64-процентным ростом населения.
В городе Шорлайн также есть закрытый жилой комплекс The Highlands, который управляет своими коммунальными услугами отдельно от Шорлайна, хотя с 1995 года приписан к городу. Доступ в жилой комплекс осуществляется через ворота безопасности, которые находятся к западу от Северной 145-й улицы и Гринвуд-авеню-Норт.